# Tetragnatha angolaensis
Tetragnatha angolaensis là một loài nhện trong họ Tetragnathidae.
Loài này thuộc chi Tetragnatha. Tetragnatha angolaensis được miêu tả năm 1988 bởi Okuma & Dippenaar-Schoeman.